# James Heilman
James M. Heilman (Saskatchewan, Canadá; 1979 o 1980) es un médico de urgencias canadiense, wikipedista y defensor de la mejora del contenido relacionado con la salud de Wikipedia. Anima a otros médicos a contribuir a la enciclopedia en línea.
Con el nombre de usuario de Wikipedia Doc James, Heilman es un colaborador activo de WikiProject Medicine y un administrador voluntario de Wikipedia. Fue presidente de Wikimedia Canadá entre 2010 y 2013, y fundó y fue presidente de Wiki Project Med Foundation. También es el fundador del Grupo de Trabajo de Traducción de Medicina de WikiProject Medicine. En junio de 2015, fue elegido miembro del Patronato de la Fundación Wikimedia, cargo que ocupó hasta que fue destituido el 28 de diciembre de 2015. Heilman fue reelegido miembro del Patronato de la Fundación Wikimedia en mayo de 2017.
Heilman es profesor asistente clínico en el departamento de medicina de emergencia de la Universidad de Columbia Británica y jefe del departamento de medicina de emergencia del Hospital Regional East Kootenay en Cranbrook, Columbia Británica, donde vive.

## Carrera médica
Heilman trabajó en el Hospital Moose Jaw Union, un hospital en Moose Jaw, Saskatchewan, hasta 2010, cuando comenzó a trabajar en el Hospital Regional East Kootenay, donde, en octubre de 2012, fue nombrado jefe del departamento de medicina de emergencia. En 2014, le dijo al Cranbrook Daily Townsman que el departamento de emergencias de East Kootenay atendía a un promedio de 22,000 pacientes cada año.

## Búsqueda
En mayo de 2014, Heilman estaba trabajando en un estudio con Samir Grover, de la Universidad de Toronto, que asignaría a estudiantes de medicina a realizar una prueba utilizando Wikipedia o libros de texto médicos para determinar cuál es más preciso. Más tarde ese año, Heilman fue coautor de una versión del artículo de Wikipedia sobre el dengue en la revista Open Medicine revisada por pares. Heilman también trabajó en un estudio con Microsoft que encontró que en los tres países donde el brote de ébola de 2013–2016 tuvo el mayor impacto, Wikipedia fue la fuente más popular de información sobre la enfermedad. En 2015, Heilman y Andrew West publicaron un estudio que encontró que el número de editores de Wikipedia que se enfocaron en editar artículos médicos disminuyó en un 40 por ciento entre 2008 y 2013. Estos resultados, junto con otros análisis detallados sobre la producción y consumo de contenido médico en Wikipedia, fueron publicados por el Journal of Medical Internet Research en 2015.

## Wikipedia y Wikimedia actividades
Desde el comienzo de su actividad como colaborador de artículos de Wikipedia relacionados con la medicina en 2008, Heilman ha estado promoviendo la mejora del contenido médico alentando a otros médicos a participar. Se interesó en editar Wikipedia en un lento turno de noche, cuando buscó el artículo sobre la obesidad y descubrió que contenía muchos errores. «Me di cuenta de que podía arreglarlo. Hice una gran cantidad de ediciones y mejoré mucho la calidad. De alguna manera me enganché», dijo al Hamilton Spectator en 2011. A partir de 2016, editó artículos médicos en Wikipedia durante unas 60 horas a la semana.
Heilman participa en una iniciativa a través de Wiki Project Med Foundation con Translators Without Borders, que trabaja para mejorar y traducir artículos médicos de Wikipedia en inglés de mayor importancia a idiomas minoritarios. La Wiki Project Med Foundation ha iniciado una colaboración con la Universidad de California en San Francisco como recluta de editores con conocimientos científicos, al otorgar a los estudiantes crédito universitario por mejorar las páginas de Wikipedia relacionadas con la medicina. En 2014, Wiki Project Med Foundation también se asoció con la Colaboración Cochrane, con el objetivo de mejorar la confiabilidad y precisión de la información en Wikipedia. Con respecto a esta asociación, Heilman dijo: «La forma en que Wikipedia funciona es que todo el contenido debe basarse completamente en las referencias que se enumeran. Si se utilizan las fuentes de mejor calidad para escribir Wikipedia, hay muchas posibilidades de que Wikipedia contenga la mejor calidad información».
Heilman habló en Wikimania 2014, donde dijo que el 93% de los estudiantes de medicina usan Wikipedia, y argumentó que "arreglar Internet" es ahora una tarea crítica para cualquiera que se preocupe por la atención médica.

### Enfermedad por el virus del Ébola
Al revisar y corregir el contenido médico de la manera promovida por Heilman (y con muchas de sus contribuciones), en artículos de Wikipedia como lo del Ébola, Wikipedia se ha convertido en una fuente de información para el público en general, por lo que se considera uno de los sitios respetados administrados por la Organización Mundial de la Salud y los Centros para el Control y la Prevención de Enfermedades, que cubren el tema. Heilman redujo el tiempo que pasó trabajando en el departamento de emergencias para poder dedicar más tiempo a actualizar esta página. En 2014, le dijo al Cranbrook Daily Townsman que con respecto a la cobertura de Wikipedia sobre el ébola, "lo importante es enfatizar lo que sabemos, asegurándose de que las preocupaciones menores no sean exageradas". También dijo que, a pesar de los rumores en sentido contrario, no había evidencia de que la enfermedad se hubiera transmitido por el aire y que el ébola había causado muchas menos muertes que otras afecciones como la malaria y la gastroenteritis.

### Rorschach Imágenes de prueba
En 2009, Heilman, que entonces era residente de Moose Jaw, Saskatchewan, agregó imágenes de dominio público de las manchas de tinta utilizadas en la prueba de Rorschach al artículo de Wikipedia sobre el tema, y psicólogos preocupados dijeron que esto podría invalidar las pruebas. Algunos psicólogos afirmaron que la prueba "ya había perdido su popularidad y utilidad". En una entrevista con The New York Times, Heilman declaró que agregó el conjunto completo porque un debate sobre una sola imagen parecía absurdo y los temores de los psicólogos eran infundados. Apareciendo en Canadá AM el 31 de julio de 2009, Heilman también dijo que «Esta información [es decir, las manchas de tinta] es enciclopédica. Esto es lo que la gente espera ver cuando ve esta página». En agosto de 2009, dos psicólogos canadienses presentaron quejas sobre Heilman a la organización de médicos de su localidad; Heilman llamó a las denuncias "tácticas de intimidación". En septiembre de 2009, el Colegio de Psicólogos de la Columbia Británica instó al Colegio de Médicos y Cirujanos de Saskatchewan a iniciar una investigación sobre la publicación de las imágenes por parte de Heilman. Heilman dijo a CTV News que «la comunidad psicológica está tratando de excluir a todos los que están fuera de su campo de participar en discusiones relacionadas con lo que hacen. Y personalmente, creo que eso es mala ciencia». Se produjo un extenso debate en Wikipedia y las imágenes se conservaron.

### Textbook Plagio de Wikipedia
En 2012, Heilman notó que el libro Understanding and Management of Special Child in Pediatric Dentistry, publicado por Jaypee Brothers, contenía un largo pasaje sobre el VIH que fue plagiado del artículo de Wikipedia sobre el tema. Posteriormente, esto llevó a que el editor retirara el libro.
En octubre de 2014, mientras leía una copia del Oxford Textbook of Zoonosis (publicado por Oxford University Press), Heilman notó que la sección del libro sobre el ébola era muy similar a la página de Wikipedia sobre ese tema. Inicialmente sospechó que un editor de Wikipedia había copiado la parte, pero luego notó que la parte del artículo de Wikipedia que se parecía a la parte del libro de texto se había escrito en 2006 y 2010, mientras que el libro de texto no se había publicado hasta 2011. Christian Purdy, un El portavoz de Oxford University Press reconoció que parte del texto del libro de texto había sido copiado, pero lo describió como una "omisión inadvertida de una atribución apropiada" en lugar de plagio.

### Tenure el Wikimedia Tablero de Fundación de Trustees
En junio de 2015, la comunidad eligió a Heilman para formar parte del Patronato de la Fundación Wikimedia. En diciembre de 2015, la junta destituyó a Heilman de su cargo como administrador, una decisión que generó una controversia sustancial entre los miembros de la comunidad de Wikipedia. Un comunicado emitido por la junta declaró la falta de confianza de sus compañeros fideicomisarios en él como las razones de su destitución. Heilman declaró más tarde que «se le dio la opción de renunciar [por la junta] en las últimas semanas. Como miembro electo de la comunidad, veo que mi mandato proviene de la comunidad que me eligió y, por lo tanto, se negó a hacerlo. Vi tal un movimiento como defraudar a los que me eligieron». Posteriormente señaló que mientras estaba en la junta, había presionado por una mayor transparencia con respecto al controvertido proyecto Knowledge Engine de la Fundación Wikimedia y su financiamiento, e indicó que sus intentos de hacer pública la subvención de la Fundación Knight para el motor habían sido un factor en su despido.
El voluntario comunitario reelegido le al Wikimedia tablero de Fundación en 2017.

### Otro
En 2012, Heilman fue uno de los dos contribuyentes de Wikimedia demandados por Internet Brands por trasladar contenido con licencia libre y editores voluntarios del sitio con fines de lucro Wikitravel al sitio sin fines de lucro Wikivoyage. La Fundación Wikimedia defendió las acciones de Heilman en la demanda, citando la libertad de elección de los voluntarios. En febrero de 2013, las partes resolvieron su litigio. En 2014, Heilman criticó un estudio que concluyó que 9 de cada 10 artículos médicos de Wikipedia contenían errores. En 2015, The Atlantic publicó un artículo sobre la edición de conflictos de intereses en Wikipedia que detallaba los esfuerzos de Heilman para contrarrestar las ediciones realizadas por empleados de Medtronic en la página de Wikipedia para la vertebroplastia percutánea. En 2017, Vice también publicó un artículo sobre la edición de conflictos de intereses en Wikipedia, en el que el autor señaló que Heilman había pedido abiertamente a la Fundación Wikimedia que aumentara la aplicación de la política de Wikipedia contra la edición paga no divulgada.

## Vida personal
A Heilman le gusta correr ultramaratones y carreras de aventuras. Él y su novia corrieron el Gobi March en 2008. También corrió el Marathon des Sables, el Adventure Racing World Championships y el Saskatchewan Marathon.

## Publicaciones
- Heilman, James M.; Kemmann, Eckhard; Bonert, Michael; Chatterjee, Anwesh et al. (31 de enero de 2011). «Wikipedia: A key tool for global public health promotion». Journal of Medical Internet Research 13 (1): e14. PMC 3221335. PMID 21282098. doi:10.2196/jmir.1589.
- Heilman, James (September 2011). «Why we should all edit Wikipedia». University of British Columbia Medical Journal 3 (1): 32-33. Consultado el 29 de diciembre de 2015.
- Mathew, Manu; Joseph, Anna; Heilman, James; Tharyan, Prathap (22 de octubre de 2013). «Cochrane and Wikipedia: The collaborative potential for a quantum leap in the dissemination and uptake of trusted evidence». Cochrane Database of Systematic Reviews 10 (10): ED000069. PMID 24475488. doi:10.1002/14651858.ED000069. Archivado desde el original el 18 de octubre de 2014. Consultado el 9 de junio de 2014.
- Heilman, James M. (October 2014). «Dengue fever: a Wikipedia clinical review». Open Medicine 8 (3): 105-15. PMC 4242787. PMID 25426178. Archivado desde el original el 6 de octubre de 2014.
- Heilman, James M; West, Andrew G (4 de marzo de 2015). «Wikipedia and Medicine: Quantifying Readership, Editors, and the Significance of Natural Language». Journal of Medical Internet Research 17 (3): e62. PMC 4376174. PMID 25739399. doi:10.2196/jmir.4069.
- Heilman, J (August 2015). «Open Access to a High-Quality, Impartial, Point-of-Care Medical Summary Would Save Lives: Why Does It Not Exist?». PLoS Medicine 12 (8): e1001868. PMC 4549298. PMID 26305335. doi:10.1371/journal.pmed.1001868.
- Azzam, A; Bresler, D; Leon, A; Maggio, L; Whitaker, E; Heilman, J et al. (13 de septiembre de 2016). «Why Medical Schools Should Embrace Wikipedia: Final-Year Medical Student Contributions to Wikipedia Articles for Academic Credit at One School». Academic Medicine 92 (2): 194-200. PMC 5265689. PMID 27627633. doi:10.1097/ACM.0000000000001381.
- Masukume, G; Kipersztok, L; Das, D; Shafee, TM; Laurent, MR; Heilman, JM (November 2016). «Medical journals and Wikipedia: a global health matter». The Lancet Global Health 4 (11): e791. PMID 27765289. doi:10.1016/S2214-109X(16)30254-6.
- Shafee, Thomas; Masukume, Gwinyai; Kipersztok, Lisa; Das, Diptanshu; Häggström, Mikael; Heilman, James (28 de agosto de 2017). «Evolution of Wikipedia's medical content: past, present and future». Journal of Epidemiology and Community Health 71 (11): 1122-1129. PMC 5847101. PMID 28847845. doi:10.1136/jech-2016-208601.